# Théorème de Gelfond-Schneider
Pour les articles homonymes, voir Gelfond.
En mathématiques, le théorème de Gelfond-Schneider, démontré indépendamment et presque simultanément en 1934 par Alexandre Gelfond et Theodor Schneider,, s'énonce de la façon suivante :
Théorème — Si α est un nombre algébrique différent de 0 et de 1 et si β est un nombre algébrique irrationnel alors αβ est transcendant.
« Le » nombre αβ est à prendre ici au sens : exp(β log(α)), où log(α) est n'importe quelle détermination du logarithme complexe de α.
Le théorème de Gelfond-Schneider résout le septième problème de Hilbert et permet de construire de multiples exemples de nombres transcendants.

## Exemples d'applications
L'application directe du théorème fournit des nombres transcendants comme 2√2 (la constante de Gelfond-Schneider), √2√2, ou encore eπγ pour tout nombre réel algébrique non nul γ (en posant α = eiπ = –1 et β = –iγ), par exemple eπ = (–1)–i (la constante de Gelfond) ou e–π/2 = ii.
Mais par contraposée, on en déduit aussi :

Si β est un nombre irrationnel tel qu'il existe un nombre algébrique α différent de 0 et de 1 pour lequel αβ soit algébrique, alors β est transcendant.
Ainsi, l'irrationnel ln 3 / ln 2 est transcendant (en utilisant α = 2).